# Seznam španskih kuharskih mojstrov
Seznam španskih kuharskih mojstrov.

## A
- Ferrán Adriá
- Andoni Luis Aduriz
- Karlos Arguiñano
- Juan Mari Arzak

## C
- Carlos D. Cidon

## S
- Pedro Subijana